# Chiesa di San Giovanni Battista (Racconigi)
(scritta che sovrasta il portale della chiesa)
La chiesa di San Giovanni Battista è la parrocchiale di Racconigi, in provincia di Cuneo e arcidiocesi di Torino; fa parte del distretto pastorale Torino Sud-Est.
Considerata il duomo della città, si affaccia nella omonima piazza fiancheggiata dai giardinetti di piazza G.A.Burzio.

## Storia
L'edificazione nel sito attuale della primitiva chiesa di San Giovanni Battista risale al XIII secolo quando ricopriva il ruolo di chiesa plebana. Nei primi anni del settecento, a fronte dall'aumento vertiginoso della popolazione di Racconigi, la chiesa risultava troppo piccola per il crescente numero dei fedeli. Dietro iniziativa dell'allora parroco G.M.Cambiano si decise di ricorstruire il tempio dalle fondamenta, in linee moderne per l'epoca affidando il progetto e la direzione dei lavori all'architetto Francesco Gallo di Mondovì già autore di numerose chiese nella provincia di Cuneo
Il grandioso progetto dell'architetto monregalese comportò la necessità di recuperare fondi ingenti. Nonostante l'impegno e il sacrificio degli abitanti della parrocchia, fu solo grazie al lascito testamentario del nobiluomo Angelo Spada che l'operà poté essere avviata. Egli donò la somma di 1500 Lire dell'epoca ottenendo il privilegio di essere sepolto nella nuova chiesa.

I lavori di costruzione durarono 11 anni dal 1719 al 1730. Nonostante l'ingente mole dell'edificio non fu necessario provvedere ad alcun abbattimento degli edifici circostanti, fatto salvo per l'antica chiesa e il cimitero ad essa adiacente.
La chiesa fu solennemente consacrata nel 1770 da monsignor Pochettino, vescovo di Ivrea, nativo di Racconigi.

## Struttura
La pianta della chiesa è rettangolare tendente alla croce greca. L'abside profonda crea tuttavia l'illusione di una croce latina rovesciata. La scelta è dovuta alla necessità di coniugare la ristrettezza dello spazio a disposizione con il desiderio di costruire un edificio di proporzioni monumentali. La navata è unica: in essa si aprono due cappelle maggiori, a livello del transetto e quattro minori. L'altezza interna a livello della cupola raggiunge i 30 metri. L'interno è illuminato da finestre poste nella parte superiore delle pareti laterali, nell'abside e alla base della cupola. L'edificio è affiancato da un massiccio campanile posto sul lato destro a ridosso dell'abside, che ospita un concerto di 4 campane in re♭³. La chiesa è dotata di due sagrestie comunicanti.

## Interno

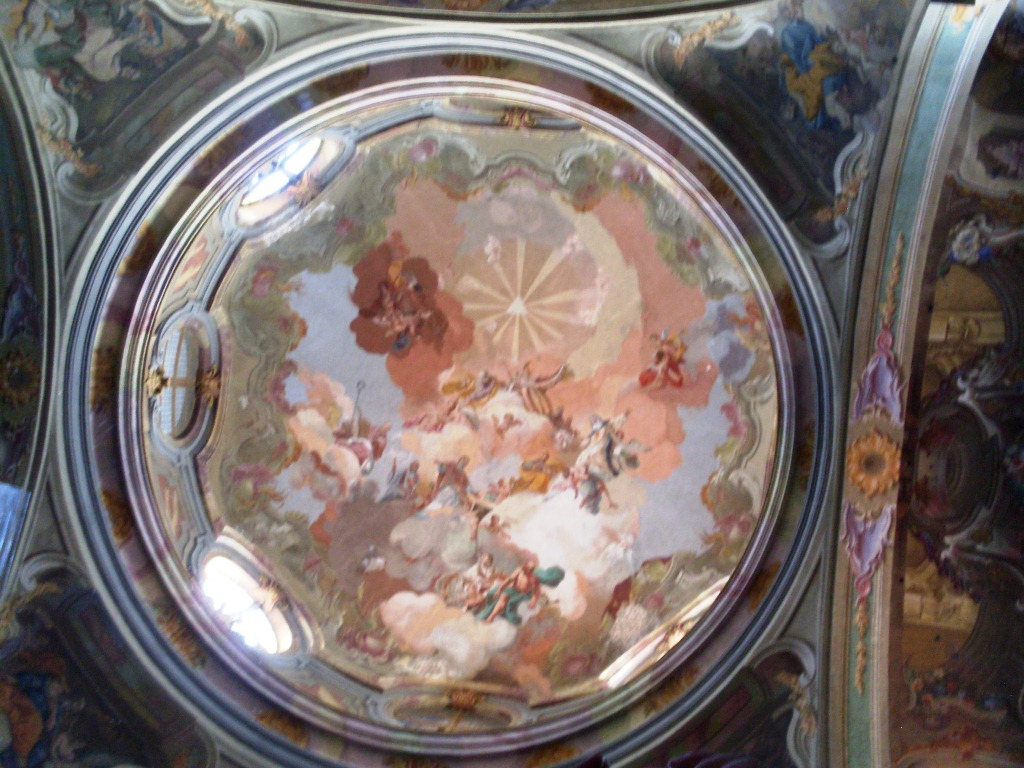
Decorazione della Cupola e volta affrescate da Antonio Pozzo (1759)

L'interno, ad aula unica, si rivela, secondo il gusto tardo barocco, grandioso, policromo, luminoso, scenografico per l'uso di finte architetture a trompe-l'œil. La struttura è sorretta da robuste colonne che segnano i fianchi della navata.
La volta è a botte, rafforzata da strutture ad arco e culmina nella cupola ottagonale la cui sommità supera i 30 metri di altezza dal pavimento. Numerose le finestre con vetri policromi che danno luce all'interno della chiesa.
Le decorazioni e gli affreschi sono opera di Pietro Antonio Pozzo (1759) e dei fratelli Barelli di Bra.

### Cappelle
Entrando, in senso orario iniziando dalla prima a sinistra, la chiesa ospita le seguenti cappelle:
- cappella di San Francesco di Sales, San Luigi Re e Beato Giovenale Ancina: quadro dei santi con l'Immacolata sopra l'altare in laterizio
- cappella di Nostro Signore Gesù Cristo Crocifisso (cappella maggiore sinistra): Il crocifisso in legno fu scolpito nel 1735 dal Clemente. Ai lati del crocifisso sono poste due statue barocche (Maria Addolorata e San Giovanni Evangelista) opera dello scultore Plura. L'altare in marmo ospita le reliquie di san Amedeo d'Aosta
- cappella di San Giuseppe Morente, con quadro del 1909. Ai lati "Lo sposalizio della Beata Vergine" e la Sacra Famiglia del Siffredi (1911). L'altare è interamente in marmo.
- cappella di S. Antonio Abate, con tela settecentesca forse di Giovan Francesco Gaggini.
- cappella del Sacro Cuore e della beata Caterina Mattei (cappella maggiore destra): precedentemente dedicata a sant'Ignazio.
- cappella della Vergine di Lourdes. Al centro è posta la statua della Madonna; sui lati, a destra una tela raffigurante santa Teresa del Bambin Gesù (opera di Luigi Morgari); a sinistra il Beato Clemente Marchisio opera di Nino Pirlato (1991).

### Presbiterio
L'area del presbiterio è di dimensioni notevoli e monumentali; è rialzata rispetto al piano della navata da cui è separata da una balaustra in marmo a forma curvilinea.

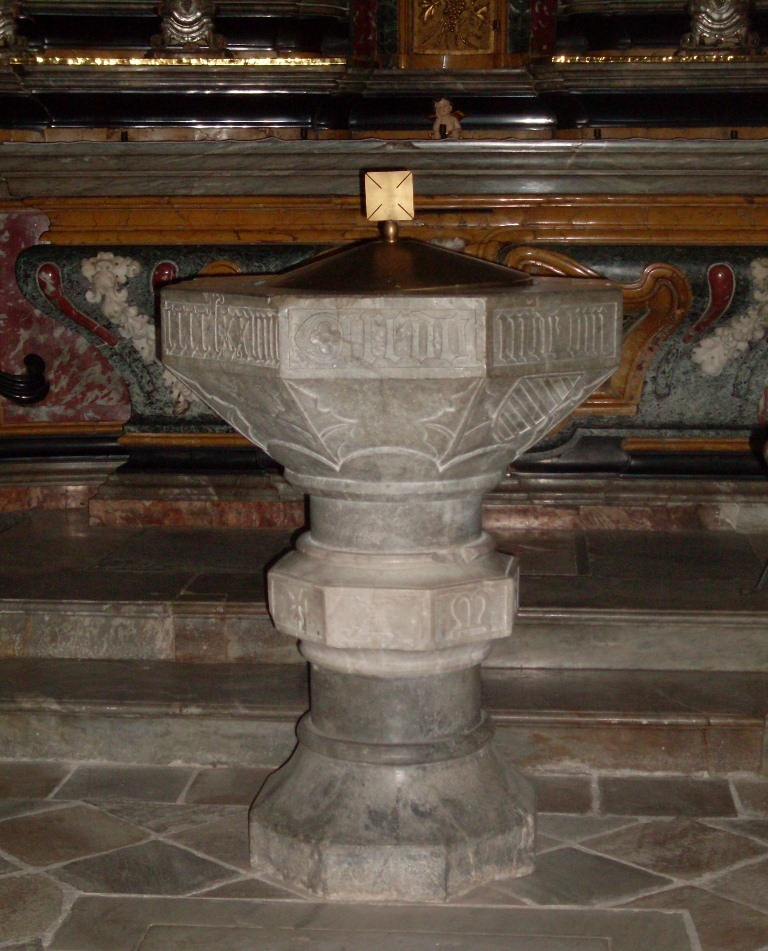
Fonte battesimale realizzato dai fratelli Zabreri

L'altar maggiore, dedicato a San Giovanni Battista, in marmo con ornamenti in bronzo, è stato progettato dall'architetto Francesco Gallo. La pala d'altare, realizzata dal Beaumont, raffigura il battesimo di Gesù. Il presbiterio è illuminato da tre finestre con vetrate recanti lo stemma dei Savoia, dono della Real Casa. Dietro all'altar maggiore vi è il coro ligneo con stalli finemente intarsiati. Ai lati del presbiterio vi sono due tribune. In una di esse i Savoia, durante le villeggiature a Racconigi, assistevano alla messa.

### Fonte battesimale
Nella chiesa è conservato un fonte battesimale ottagonale in pietra risalente al 1473 con una scritta in caratteri gotici lungo il bordo del catino: "Credo in Deum Patrem Omnipotentem". È probabilmente il medesimo fonte battesimale della primitiva chiesa parrocchiale. Il fonte è stato realizzato dalla bottega dei fratelli Zabreri di Pagliero di San Damiano Macra.

## Lapidi
La chiesa è ricca di lapidi settecentesche di carattere commemorativo.
Tra di esse quella che indica la sepoltura nella chiesa del nobile benefattore Angelo Spada e la lapide dedicatoria posta sulla parete della cappella del Sacro Cuore.
La lapide dedicatoria riassume la storia della chiesa e della sua riedificazione sotto l'allora parroco don Giuseppe Maria Cambiano.
Al di sopra della lapide, su un finto balcone, è posta la statua del curato che, con il breviario in mano, osserva dall'altro la navata. La finta finestra e la scala a trompe-l'oeil dello sfondo donano un elevato realismo alla composizione.
Testo in latino
D.O.M.

HIC UBI MAJORES SUPERSTITIONIBUS ABIECTIS

DEO ET JOANNI BAPT. TUTELARI AEDES POSUERE

B. CATTARINAE BAPTISMATE POST MODUM ILLUSTRATAS

JOSEPH MA. CAMBIANUS A RUFFIA PAROECIAM REGENS

ILLIS SECULORUM MOLE LABORANTIBUS SOLO AEQUATIS

HAS AUGUSTIOREM IN FORMAM

PRO POPULI PAROECIAEQ. MATR. PATROMIQ. MAX. DIGNITATE

FUNDITUS EXCITAVIT OPEROSEQ. PERFECIT ANNO MDCCXXX

SED ET VINEAM DOMINI ELECTAM MIRIFICE EXCOLUIT

POPULUM FINITIMOSQ. RELIGIONIS AMORE SAUCIAVIT

SACRARIUM HEREDEM EX ASSE INSTITUIT

ATQ. DESIDERATISSIMUS IN DNO QUIEVIT AN. MDCCXLIV AET. LXIII

IUSTI ERGO EXCELSIQ. VIRI NON MEMORIAE SED AMORI

CLERI REIQ. PUB. CURATORES AN. MDCCLXXX
Traduzione
Qui dove gli antenati, abbandonate le false credenze, avevano edificato, in onore di Dio e del patrono Giovanni Battista, una chiesa, resa oltremodo illustre dal battesimo della Beata Catterina, Giuseppe Maria Cambiano di Ruffia, reggente la parrocchia, poiché questa (chiesa) era malandata per il peso degli anni, rasala al suolo, la fece rinascere dalle fondamenta in forme più maestose a unico vantaggio del popolo, della parrocchia matrice e del patrono e con grande sforzo la completò nel 1730.
E in più egli coltivò l'eletta vigna del signore in modo straordinario, infiammò di amore per la religione la popolazione (di Racconigi) e gli abitanti del circondario.
Nominò la chiesa sua erede universale e sommamente rimpianto si addormentò nel Signore nell'anno 1744 all'età di 63 anni.
Non per ricordo ma a motivo dell'affetto verso quell'uomo giusto e eccelso il clero e gli amministratori pubblici (posero questa lapide) nell'anno 1780.

## Galleria d'immagini

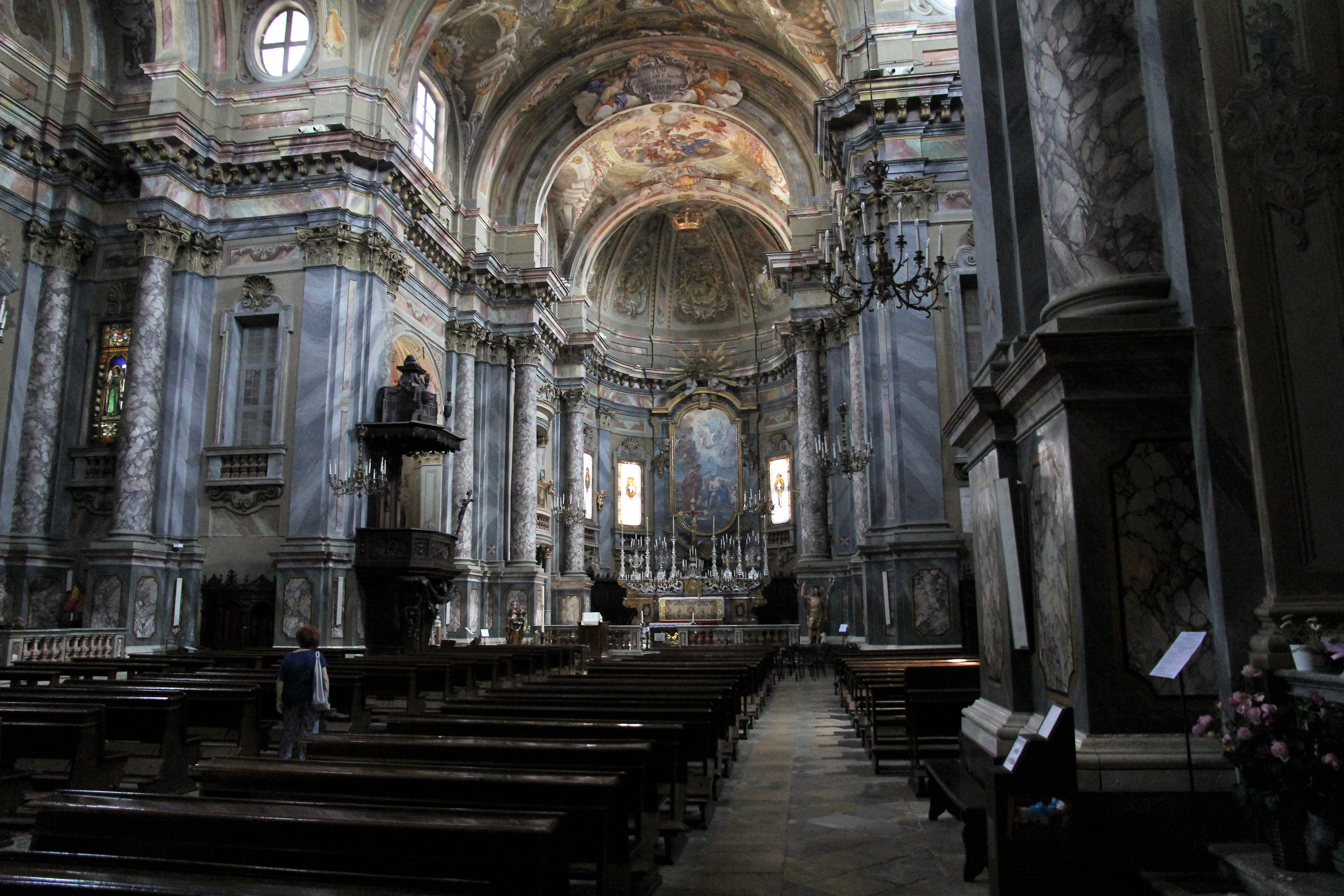
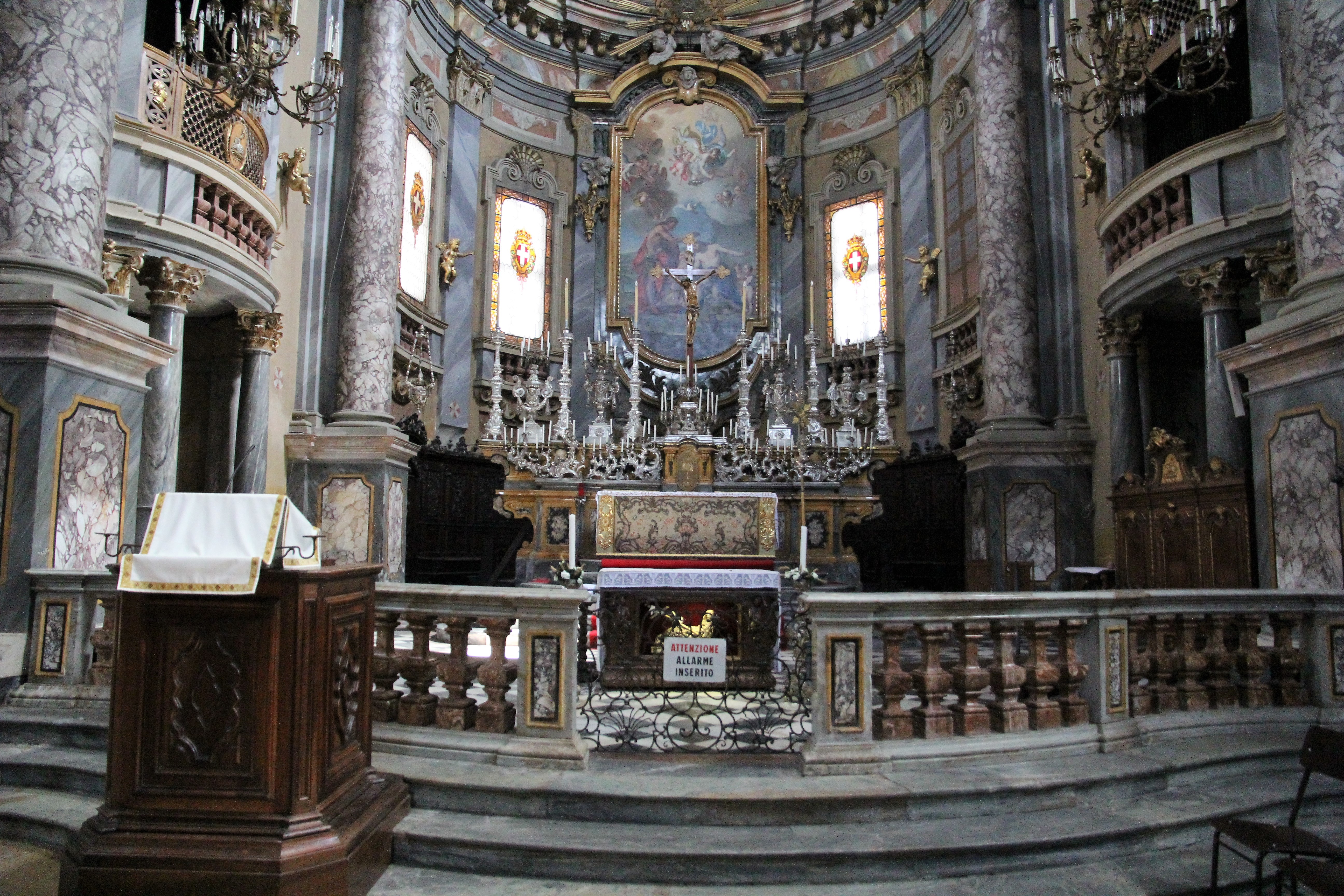
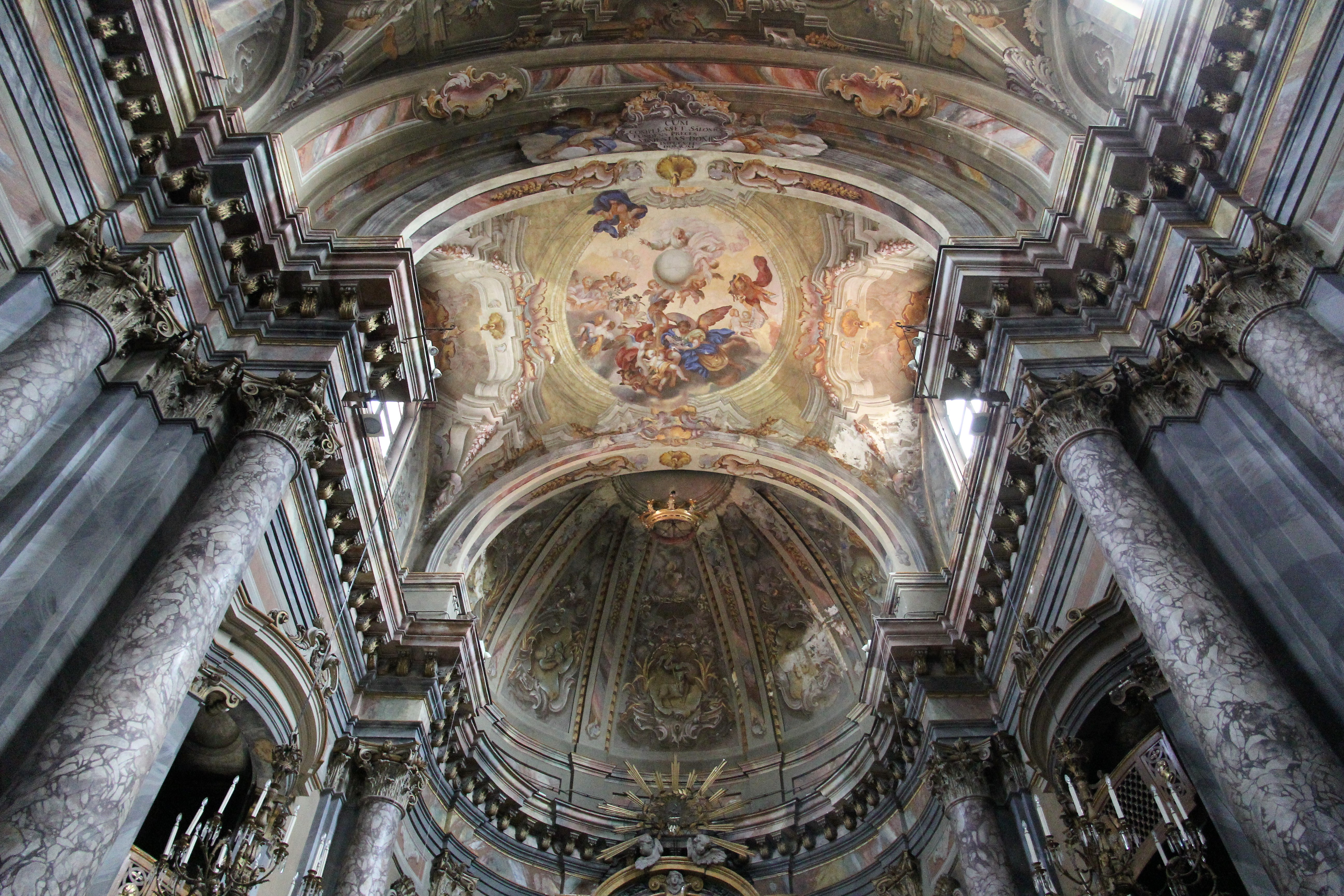
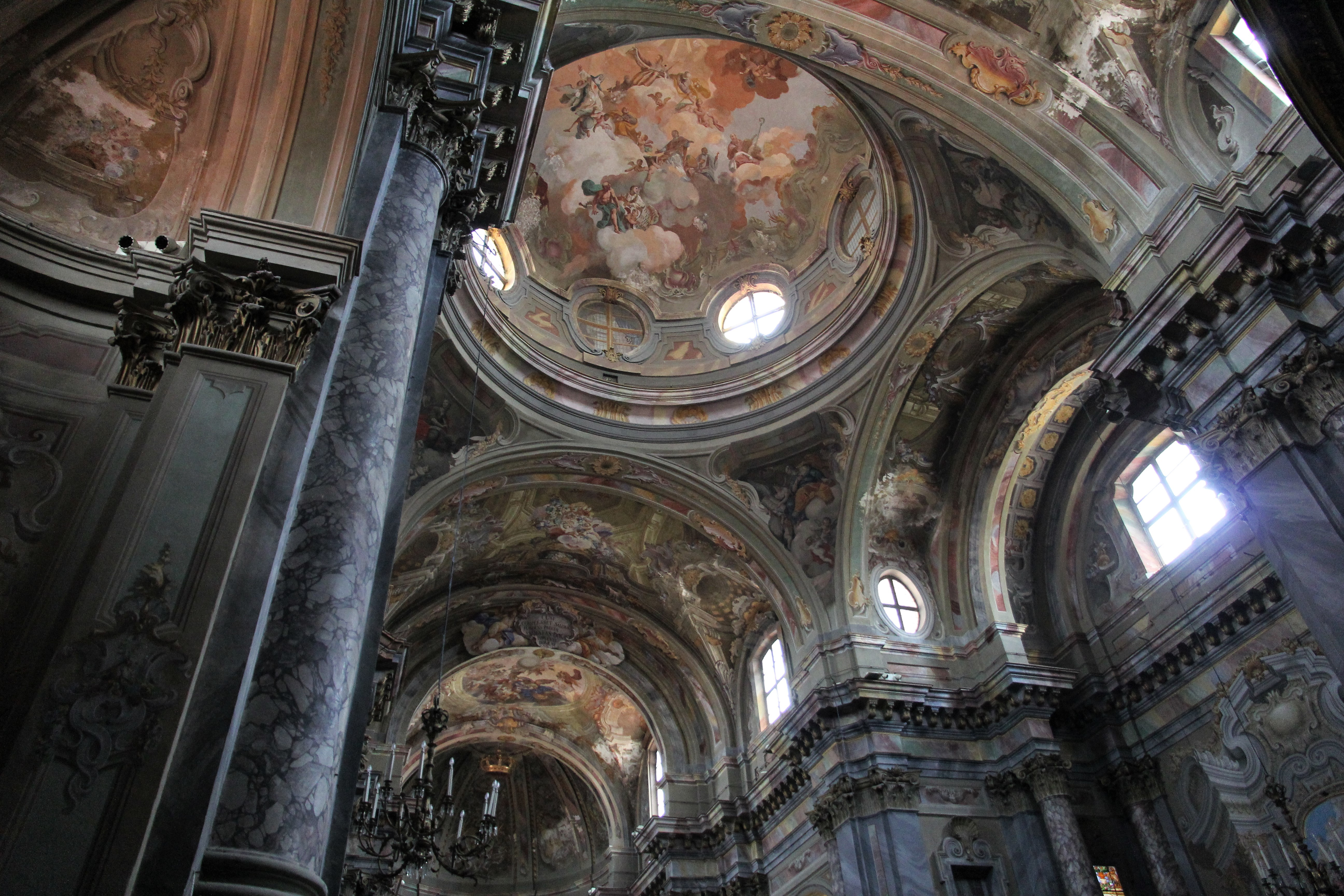
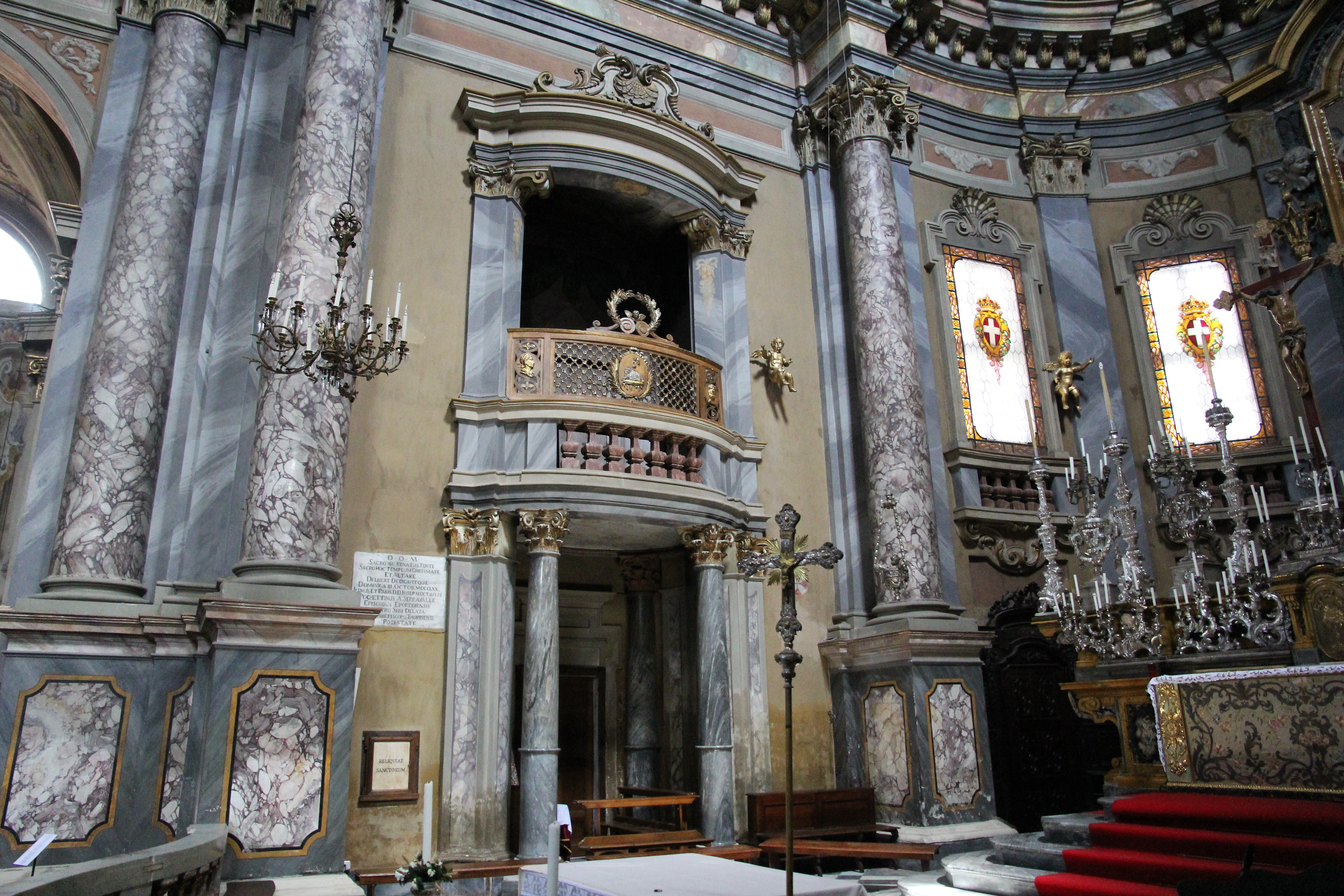